# Ріу-Гранді-ду-Норті
Ріу-Гранді-ду-Норті (порт. Rio Grande do Norte) — штат Бразилії, розташований у Північно-східному регіоні. Межує зі штатами Параїба і Сеара та з Атлантичним океаном на сході. Штат має площу 52 809км², його столиця та найбільше місто — Натал. Скорочена назва штату «RN».

## Географія

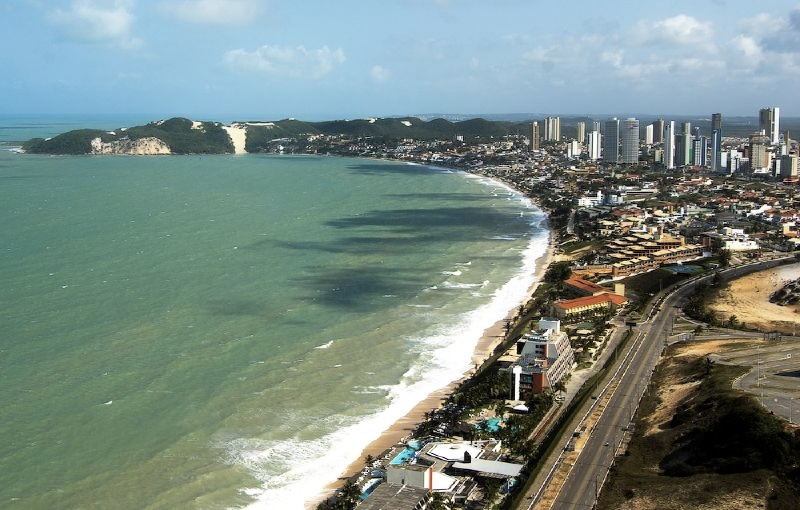
Знаменитий пляж Понта-Негра в місті Натал

Значний вплив на географію штату має близькість Атлантичного океану. Штат відомий своїми пляжами, піщаними дюнами і повітрям, найчистішим в Південній Америці.
У штаті переважають два типи клімату: вологий тропічний, у східній прибережній смузі, і посушливий на решті території штату (включаючи північне узбережжя). На відміну від інших штатів північно-східного регіону Бразилії, у Ріо-Гранде-ду-Норте немає перехідної зони, відомої як «агресті». Головна причина у тому, що ті штати відділені великим гірським пасмом Серра-ді-Борборема, що розташовано паралельно до узбережжя і фізично відокремлює вологе узбережжя від сухого серрадо, але це пасмо має тільки декілька десятків кілометрів у штат Ріу-Ґранді-ду-Норті.
Штатові належить атол Рокас, розташований в Атлантичному океані за 260 км від міста Натал.
Ріу-Ґранді-ду-Норті — найближчий до Африки та Європи штат Бразилії.

## Історія

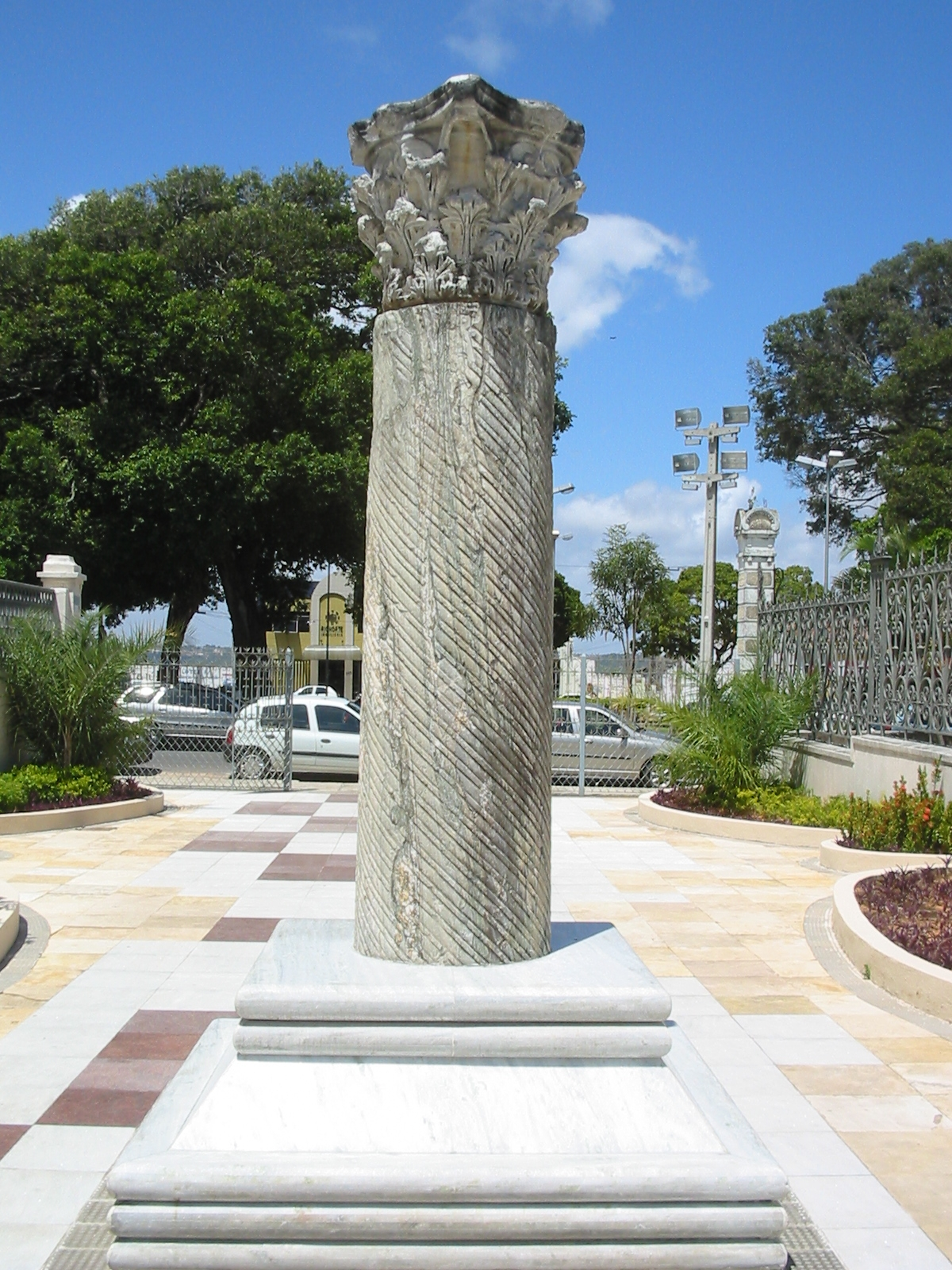
Колона Капітоліна була подарована державі від Муссоліні.

Першим європейцем, що ступив на територію сучасного штату, був, ймовірно, іспанець Алонсо де Охеда в 1499 році. У 1501 році тут побували учасники експедиції Амеріго Веспуччі (1501—1502). Саме вони дали назву Ріу-Ґранді («Велика ріка»), яка спочатку відносилася до річки Потенжі, а потім поширилася на весь штат.
Протягом наступних десятиліть на території Ріу-Ґранді-ду-Норті не було побудовано жодного європейського поселення. Тільки в 1598 році португальцями була зведена фортеця Форт Рейс-Магус. Наступного року, за 5 км від цієї фортеці було закладено місто Натал.

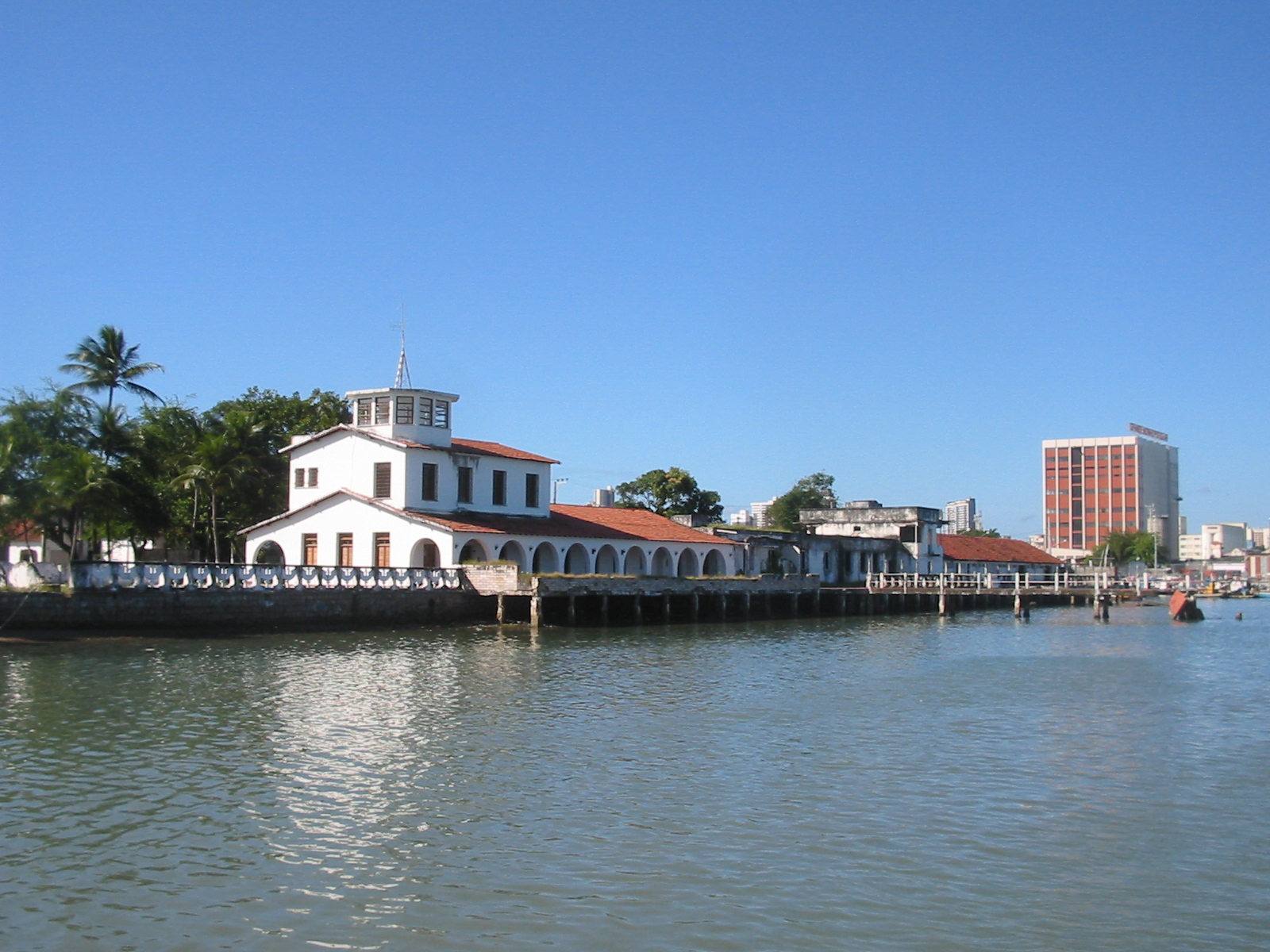
Рампа, одна з американських авіабаз, яку використовували під час Другої Світової війни.

З 1633 року на території сучасного штату тривало активне протистояння між португальськими та голландськими колоністами за право володіти цим районом. У 1654 році голландці зазнали поразки в цій боротьбі і були остаточно вигнані.

## Адміністративний устрій
Адміністративно штат поділений на 4 мезорегіони і 19 мікрорегіонів. Штат має 167.

## Економіка
Довгий час економіка штату залежала в основному від виробництва цукру та розведення великої рогатої худоби. У 1970-их тут була знайдена нафта, з тих пір Ріу-Гранді-ду-Норті — найбільший виробник нафти на суходолі в країні.
Починаючи з 1980-их років в штаті активно розвивається туризм. Крім того, в Ріу-Гранді-ду-Норті вирощують фрукти, зокрема, штат виробляє 70 % динь в Бразилії, а також славиться вирощуванням манго і кеш'ю.
77 916 мігрантів прибули в штат між 2000 і 2010 рр., в той час як 71 287 осіб покинули штат у ці самі роки.

## Спорт
Місто Натал, столиця штату, стало одним з 12 міст Бразилії, які в 2014 році приймуть Чемпіонат світу з футболу. Найпопулярніші спортивні та футбольні клуби штату — АБС (рекордсмен Бразилії за кількістю завойованих титулів чемпіона свого штату) і «Америка Натал».

## Коментар
1. ↑  Rio Grande do Norte. cidades.ibge.gov.br. Процитовано 2 листопада 2023.
2. ↑  Згідна правилам бразильської португальської мови, назва штату (порт. Rio Grande do Norte) читається як «Гіу-Ґранді-ду-Норті», що не збігається із звичайно прийнятою в Україні інтерпретацією латиниці, тому різні джерела дають досить різні варіанти написання у формі Рі(о/у)-(Г/Ґ)ранд(е/і)-д(у/о)-Норт(е/і). Транскрипція «Ріу-Гранді-ду-Норті», приведена у назві статті, фонетична з деякими усталеними змінами (звук «г» -> р, звук «ґ» -> г). Наприклад, назва, приведена на сайті Посольства Бразилії в Україні: «Ріо-Гранде-ду-Норте».